# 13793 Лаубернасконі
13793 Лаубернасконі (13793 Laubernasconi) — астероїд головного поясу, відкритий 11 листопада 1998 року.
Тіссеранів параметр щодо Юпітера — 3,222.